# Philippe Entremont
Philippe Entremont, nacido el 7 de junio de 1934 en Reims, es un pianista y director de orquesta francés.

## Biografía

### Juventud y formación
Philippe Henri Jean Émile Léon Entremont nació en una familia de músicos: su madre era pianista, su padre Jean Entremont era violinista y director de orquesta (Ópera de Estrasburgo, Montecarlo, Burdeos , etc.).
Después de estudiar en privado con la pianista Marguerite Long, asistió al Conservatorio de París en la clase de Jean Doyen. En 1948 ganó el primer premio de música de cámara y en 1949 de piano. En 1950 participó en el Concurso Internacional Marguerite-Long-Jacques-Thibaud. Su debut profesional fue en 1951 en Barcelona. En 1952, fue finalista del Concurso Musical Internacional Reina Isabel de Bélgica y recibió el décimo premio. En 1953 ganó el segundo premio en el Concurso Internacional Marguerite-Long-Jacques-Thibaud y la Medalla de Piano Harriet Cohen.

### Carrera como pianista
La carrera de Philippe Entremont comenzó a la edad de 18 años cuando se dio a conocer entre el público internacional al ser laureado del Concurso Reina Isabel y al interpretar el concierto para piano de André Jolivet y el concierto para piano nº 1 de Franz Liszt en el Carnegie Hall de Nueva York. York. Después actúa y graba bajo la dirección de Igor Stravinsky, Darius Milhaud, Leonard Bernstein, Seiji Ozawa, Pierre Boulez, Eugene Ormandy y Leopold Stokowski.
Gracias a él, Michel Plasson realizó su primera grabación: Los 5 conciertos para piano y orquesta de Camille Saint-Saëns, con la Orchestre du Capitole de Toulouse (CBS 1976). Philippe Entremont ha ofrecido más de 6 000 conciertos en todo el mundo, entre ellos un centenar con la Orquesta de Filadelfia. A los diecinueve años, Entremont fue seleccionado para una gira con Juventudes Musicales de Canadá en el marco de un programa de intercambio organizado por las Juventudes Musicales de Francia. Ganó el Grand Prix du Disque de la Académie Charles-Cros en 1965. Desde entonces, ha desarrollado una carrera internacional de primer nivel en el piano y, durante treinta años, también en el podio.
Formó parte del jurado del Concurso Internacional de Piano de Santander Paloma O'Shea en 1990, 1995 y 2005. En 2010 y 2015 fue jurado del Concurso Internacional de Piano Chopin.
Philippe Entremont, sin embargo, no abandonó el piano. En agosto de 2008, representó a Francia en el gran concierto de gala "Olympic Games Piano Extravaganza" en Pekín.

### Carrera como director
Philippe Entremont ha dirigido numerosas orquestas sinfónicas americanas, europeas y asiáticas, entre ellas:
- la Orquesta de Filadelfia
- la Orquesta Sinfónica de San Francisco
- la Orquesta Sinfónica de Detroit
- la Orquesta Sinfónica de Minnesota
- la Orquesta Sinfónica de Seattle
- la Orquesta Sinfónica de Saint Louis
- la Orquesta Sinfónica de Houston
- la Orquesta Sinfónica de Dallas
- la Orquesta Sinfónica de Pittsburgh
- la Orquesta Sinfónica de Atlanta
- la Orquesta Sinfónica de Montreal
- la Academia de St Martin-in-the-Fields
- la Orquesta Filarmónica Real
- la Orquesta Nacional de España
- la Academia Nacional Santa Cecilia
- la Orquesta Nacional de Francia
- la Orquesta Filarmónica Real de Estocolmo
- la Orquesta Filarmónica de Oslo
- la Orquesta Filarmónica de Varsovia
- la Orquesta Sinfónica NHK de Tokio
- la Orquesta Sinfónica de Seúl KBS
- la Orquesta Sinfónica de Viena
- la Orquesta Filarmónica de Bergen

Ha dirigido a los más grandes solistas, instrumentistas y cantantes internacionales.
Ha sido director musical de la Orquesta Filarmónica de Nueva Orleans entre 1981 y 1986, después director musical de la Orquesta Sinfónica de Denver. También fue director permanente de la Orquesta de Cámara de los Países Bajos de Ámsterdam hasta 2002. Después de actuar como director musical y director permanente de la Orquesta de Cámara de Viena, se convirtió en su director laureado de por vida. También fue director musical de la Orquesta de Cámara de Israel y hoy es su director laureado.
En octube de 2004 fue nombrado primer director invitado de la Orquesta Sinfónica de Múnich y desde 2006 es su director titular. Con esta orquesta dirigió desde el teclado 11 conciertos en España en mayo de 2005, más de medio centenar de conciertos en Estados Unidos entre 2005, 2008 y 2011 y 15 conciertos en Reino Unido en noviembre de 2006.
En 1997 fundó el Festival bianual de Santo Domingo.
A partir de 2013 regresó a Viena, en asociación con la Wiener Konzertverein Orquesta. 

## Discografía
Philippe Entremont ha producido una discografía importante y es uno de los artistas más grabados de todos los tiempos. Primero para el sello Guilde du Disque, donde grabó el Concierto para piano n.° 20 K.466 de Mozart bajo la dirección de su padre, Jean Entremont.
A partir de principios de los años 1960 grabó varias obras importantes para piano (sonatas, música de cámara, conciertos) en particular para CBS Sony, Teldec y Harmonia Mundi.
En 2005, con motivo de su 70 cumpleaños, Philippe Entremont se unió a la editorial discográfica suiza Cascavelle, que publicó sus obras completas para piano solo y a cuatro manos de Ravel, así como su grabación inédita del primer concierto para piano de Chaikovski, interpretado en 1958 con la Orquesta Sinfónica de Londres bajo la dirección de Pierre Monteux. Para el mismo sello Philippe Entremont grabó dos conciertos de Mozart, en la dirección y el piano, con la Orquesta Sinfónica de Múnich.
En noviembre de 2009, fue el primer director occidental en realizar una grabación con una orquesta china ( Sinfonía nº 5 de Shostakovich ) con la Orquesta Sinfónica de Shenzhen. 